# Nannocoris nebulifera
Nannocoris nebulifera är en insektsart som först beskrevs av Reuter 1891.  Nannocoris nebulifera ingår i släktet Nannocoris och familjen Schizopteridae. Inga underarter finns listade i Catalogue of Life.